# Perissomastix nigrocephala
Perissomastix nigrocephala är en fjärilsart som beskrevs av Petersen 1982. Perissomastix nigrocephala ingår i släktet Perissomastix och familjen äkta malar.
Artens utbredningsområde är Nepal. Inga underarter finns listade i Catalogue of Life.